# Josip Kopač
Josip Kopač, slovenski politik, * 30. julij 1863, Novo mesto, † 22. november 1949, Ljubljana.
V letih 1888-1892 je bil zaposlen pri Južni železnici v avstrijskem Lienzu in tu postal privrženec socialne demokracije. Leta 1892 se je preselil v Ljubljano od koder pa je bil zaradi socialistične propagande premeščen nazaj v Lienz ter leta 1895 kazensko odpuščen. Preselil se je na Dunaj, kjer je končal šolo za delavske agitatorje in kot delavski agitator potoval po avstroogrski monarhiji. Leta 1896 je sodeloval pri ustanovitvi jugoslovanske socialnodemokratske stranke in bil leta 1902 in 1914 izvoljen v njeno ožje vodstvo. V Trstu je 1905 postal tajnik železničarske organizacije za južne pokrajine monarhije in 1908 ustanovil strokovni list Železničar, ki ga je urejal do 1919. V ustavodajni skupščini Kraljevine SHS je zastopal mariborski volilni okraj. Poslanec skupščine je bil do leta 1923, ko je postal ravnatelj Delavske zbornice za Slovenijo.